# 压削法
压削法是旧石器时代一种打制石器的方法。具体操作是将一个石片放在木头、骨头或手掌上，用一个带尖的棒状物沿着，石片的边缘压削，把器物压制成一定的形状。这种制作石器的方法相对来说是一种比较进步的方法，可以把石器的边缘压制的极薄又平齐。从而更加的锋利，提高狩猎的效率。